# 沈怡
沈 怡（しん い、中国語: 沈怡; 拼音: Shĕn Yí; ウェード式: Shen I、1901年10月3日（清光緒27年8月21日） - 1980年9月1日）は、中華民国（台湾）の政治家・技術官僚。旧名は景清。字は君怡。浙江省嘉興府嘉興県の人。

## 事績
1912年（民国元年）秋に、青島特別専門学堂中学部に入学し、1914年秋に1920年（民国9年）、上海の同済医工学堂（現在の同済大学）に転入し土木工学を学んだ。この間の1919年（民国8年）に少年中国学会に加入している。1920年（民国9年）に卒業して、ドイツ語文献の翻訳に従事している。翌年秋にドイツへ留学し、ドレスデン工科大学で水利工学を学んだ。
1926年に帰国すると、沈怡は中国工程師学会や中国科学社に加入した。同年10月、漢口市工務局で工程師兼設計科長に任命され、翌1927年（民国16年）7月には上海市政府工務局局長に抜擢される。以後1937年（民国26年）10月まで10年にわたり同職に在任した。この間には上海市中心区域建設委員会主席、国民政府導准委員会委員、黄河水利委員会委員、国防設計委員会委員も歴任している。1937年（民国26年）、資源委員会主任秘書兼工業処処長に起用され、1940年（民国29年）には資源委員会技術室主任に移った。1942年（民国31年）、甘粛水利林牧公司総経理に就任し、当時の甘粛省政府主席谷正倫が推進した建設事業を支えている。同年9月、行政院水利委員会委員兼技監に任ぜられた。1945年（民国34年）1月、交通部政務次長に昇進している。
日中戦争（抗日戦争）終結後の同年9月に、沈怡は大連特別市市長に起用されたが、実際には就任できなかった。1946年（民国35年）11月、馬超俊の後任として南京市長に抜擢され、更に全国経済委員会公共工程委員会主任委員も兼任した。1948年（民国37年）12月に南京市長を退任し、翌1949年（民国38年）4月に国際連合アジア極東経済委員会（本部：バンコク）洪水防止局局長に抜擢されている。
1960年（民国49年）に台湾へ移り、同年7月から1967年（民国56年）12月まで交通部部長を務めた。1971年（民国60年）3月、駐ブラジル大使に就任し、後にドイツ各大学の招聘に応じて水利工学や東南アジア地域研究の講義を開いている。1974年（民国63年）に台湾に戻ると、中国文化学院で教授・工学部主任・実業計画研究所主任となった。また、中国工程師学会や中国土木工程学会で理事長を務める。中国国民党でも第9期から第11期まで中央評議委員に連続して選出された。1980年9月1日、アメリカで病没。享年80（満79歳）。

## 注
1. ↑  徐主編（2007）、733頁。
2. ↑  劉国銘主編（2005）、707頁。
3. ↑  徐主編（2007）、733-734頁。
4. ↑  劉国銘主編（2005）、707-708頁。
5. 1 2  徐主編（2007）、734頁。
6. 1 2  劉国銘主編（2005）、708頁。

## 著作
- 『市政工程概論』
- 『黄河年表』
- 『黄河問題討論集』